# 工藤紋子
工藤 紋子（くどう あやこ）は、フリーアナウンサー、NHKに専属していた契約キャスター。

## 人物
千葉県松戸市出身。身長157cm。日本大学芸術学部卒業後、2008年にNHK長野放送局の契約キャスターとなる。NHK長野放送局2年目より夕方の地域情報番組を担当
、地上デジタル放送推進大使も務めた。その後、2013年度から4年間NHK BS1の『NHK BSニュース』、『BS列島ニュース』キャスターを担当した。
NHKアナウンサーの利根川真也と結婚。その転勤に伴い、2017年から九州朝日放送でニュースを担当していた。
趣味はカフェ巡り、入浴剤集め、カラオケ。特技は剣道（初段）、Eテレ『おじゃる丸』の電ボのモノマネ。

## 担当番組

### 現在
- KBCニュース（九州朝日放送、2017年7月〜、土日担当）

### 過去
- イブニング信州 （総合テレビ、2008年4月3日 - 2013年3月15日）
- NHK BSニュース （BS1、2013年4月1日 - 2017年3月31日）
- BS列島ニュース （BS1、2013年4月1日 - 2017年3月31日[2]）